# Памятник Тарасу Шевченко (Москва)
Памятник Тарасу Шевченко в Москве — один из памятников украинскому поэту и писателю, воздвигнутый в российской столице. Авторами памятника являются скульпторы Юлий Синькевич, Анатолий Фуженко и Михаил Грицюк. Монумент торжественно открыт 10 июня 1964. После реставрации был возвращён на прежнее место 7 марта 2014 года.

## Общая информация
Памятник установлен в центре города, на побережье реки Москвы рядом с гостиницей «Украина» (Кутузовский проспект, 2/1). Авторами памятника является группа скульпторов в составе Михаила Грицюка, Юлия Синькевича и Анатолия Фуженко. Монумент был торжественно открыт 10 июня 1964 года по инициативе Никиты Хрущёва. Работы по реставрации памятника начались в 1995 году с разрешения Главного управления охраны памятников города Москвы: реставрация надписи на памятнике в 1995 году и общая реставрация в 1999 году.

## Описание
Памятник представляет собой бронзовую фигуру поэта высотой 5,6 м на плоском (с возвышением) гранитном постаменте. По версии одного из авторов монумента Юлия Синькевича, основной идеей памятника является «окрылённый поэт». Динамичность памятника и эта окрылённость фигуры Тараса Шевченко достигается, в первую очередь, благодаря оригинальному внешнему виду поэта, а именно одежды — современной для Тараса Шевченко «шинели-крылатке». Фигура кажется движущейся и врастающей в землю (низкий постамент), что должно было подчеркнуть связь поэта с народом.

## История открытия
Существует версия, что в 1960-е годы украинская община в США начала собирать средства на установление памятника Шевченко в Вашингтоне. Узнав об этом, Хрущёв срочно распорядился объявить всесоюзный конкурс проектов памятника в Москве. В конкурсе среди 35 проектов-участников победу одержала работа группы скульпторов во главе с Синькевичем. Памятник был открыт 10 июня 1964 года, за восемь дней до открытия памятника в Вашингтоне. Это событие сделало скульпторов известными на весь СССР. Против образа поэта высказывалась группа украинских интеллектуалов, в числе которых были Максим Рыльский и Павел Тычина: по их словам, не было никаких сведений и источников, подтверждавших бы версию о шинели-крылатке Тараса Григорьевича. Однако этот образ поэта был одобрен начальством Москвы.

## Похожие памятники
В Миргороде (Полтавская область) существует точная копия московского памятника, который был создан в качестве дипломной работы группой студентов Миргородского керамического техникума и открыт в 1971 году.